# 猶国才
猶 国才（ゆう こくさい）は中華民国の軍人。貴州軍（黔軍）の指揮官で、周西成率いる桐梓派の一員。字は用儂。

## 事跡
貴州講武堂第1期を卒業する。後に貴州陸軍に加入し、1921年（民国10年）から同郷の周西成の配下となる。以後、周の下で貴州、四川を主に転戦した。1923年（民国12年）、周が靖黔軍を結成した頃に、桐梓派内部で「群（毛光翔）、紹（王家烈）、佩（黄道彬）、用（猶国才）」の後継序列が定まる。後に、猶は黔軍第10混成旅旅長に昇進した。
1926年（民国15年）6月、周西成は貴州省省長となり、冬には国民政府から国民革命軍第25軍軍長に任ぜられる。このときに、猶国才は第25軍第3師師長に任命された。翌年夏、猶は周の命令を受け、中国共産党討伐のために湖南省西部に出兵した。秋に、周は毛光翔を総司令として、雲南省攻略軍を派遣し、猶も左路軍を率いる。しかし、雲南軍の迎撃や総司令たる毛の大失態もあり、貴州軍は大敗を喫した。
1929年（民国18年）春、雲南省の竜雲が、周西成に対立する貴州軍軍人の李燊を支援して貴州進攻を仕掛けてくる。周は毛光翔・猶国才らを率いてこれを迎撃したが、5月22日に敗死してしまった。その後、李が貴陽を占領したが、まもなく雲南軍が撤退して孤立してしまう。毛・猶らは反撃に転じ、7月、李は貴陽を捨てて逃走した。10月、毛が新たに国民政府から第25軍軍長兼貴州省政府主席に任ぜられ、猶は第25軍第2師師長となった。
1932年（民国21年）、桐梓派第2位で第25軍副軍長の王家烈が、毛光翔からその地位を奪おうと企み、蔣介石の支援を受けてクーデターを起こす。毛は抵抗しきれず、3月に下野した。しかし、猶国才は王のこの行動に不満を抱き、毛やその他の貴州軍指揮官と密かに連携する。そして同年11月に猶らは蜂起し、翌月、王を下野に追い込んだ。こうして猶は、国民政府から貴州省政府主席代理に任命される。
しかし、猶国才は毛光翔ら他の指揮官たちとの連携に難を抱え、内部対立を調整できなかった。王家烈はこの機を捉えて反撃に転じる。翌年1月には、猶・毛は貴陽から駆逐されてしまった。4月には、王が貴州省政府主席に返り咲いている。猶は、雲南省の竜雲を頼って逃れ、翌年4月、その支援を受けて貴州省の西部に駐屯した。
その後、紅軍が長征のため貴州を通過しようとすると、王家烈と猶国才は和解してこれを共同で迎撃することになる。1934年（民国23年）8月、貴州省政府民政庁庁長に任ぜられ、12月には貴州全省剿匪総指揮も兼ねた。しかし、王・猶らは紅軍の前に大敗を喫してしまう。翌年4月、王は蔣介石により貴州省政府主席から罷免され、猶も民政庁庁長を辞職した。王・猶は軍権も奪われ、指揮下の軍は国民政府中央により直接改組された。ここに貴州軍閥は完全に消滅したのである。
その後、猶国才は陸軍大学で学習するなどしたが、軍指揮官や政治家として復帰することはなかった。1946年（民国35年）12月、引退して帰郷したが、まもなく脳溢血に倒れる。
1950年10月、病没した。享年54。